# حمض الكاكوديليك
 حمض الكاكوديليك  (ثنائي ميثيل حمض الزرنيخيك) مركب عضوي فلزي للزرنيخ له الصيغة C2H7AsO2، ويكون على شكل بلورات بيضاء مسترطبة لها رائحة مقززة. تسمى أملاح حمض الكاكوديليك باسم الكاكوديلات.

## الخواص
- ينحل حمض الكاكوديليك بشكل جيد في الماء، ومحاليله المائية لها صفة حمضية. ينحل حمض الكاكوديليك أيضاً في الإيثانول وحمض الخليك، لكنه لا ينحل في ثنائي إيثيل الإيثر.
- يمكن اختزال حمض الكاكوديليك إلى مشتقات ثنائي ميثيل الزرنيخ الثلاثي، والمستخدمة بشكل واسع كمركبات وسيطة أثناء تحضير مركبات الزرنيخ العضوية الأخرى [4][5]، وذلك باستخدام الزنك أو ثنائي أكسيد الكبريت في وسط حمضي:

(CH3)2AsO2H  +  2 Zn  +  4 HCl  →  (CH3)2AsH  +  2 ZnCl2  +  2 H2O
(CH3)2AsO2H  +  SO2  +  HI   →   (CH3)2AsI  +  SO3  +  H2O

## التحضير
ينشأ حمض الكاكوديليك كناتج استقلابي عند الثدييات وذلك في حال وجود مركبات الزرنيخ الخماسي أو الثلاثي في الجسم، حيث يطرح منه عن طريق البول.

## الاستخدامات
- تستخدم كاكوديلات الصوديوم في تركيب المحاليل المنظمة أثناء تحضير وتثبيت العينات الحيوية من أجل المجهر الإلكتروني النافذ TEM حيث يتراوح الأس الهيدروجيني pH لعينات بلورات البروتين بين 5.0 و7.4.
- تستخدم الكاكوديلات كمبيدات عشبية غير انتقائية، وقد استخدمت هذه الكيمياويات أثناء حرب فيتنام من قبل القوات الأمريكية لتدمير محاصيل الأرز، وأطلق على المزيج من حمض الكاكوديليك وكاكوديلات الصوديوم اسم العامل الأزرق Agent Blue.

## التأثيرات الصحية
لحمض الكاكوديليك تأثيرات صحية سلبية فهو سام عند تماسه مع الجلد ولدى ابتلاعه أو استنشاقه، كما أنه مسرطن.